# Wilfried
Wilfried Scheutz (Bad Goisern, Alta Austria; 24 de junio de 1950-Lilienfeld, Baja Austria; 16 de julio de 2017), más conocido simplemente como Wilfried, fue un cantante austriaco. Representó a su país en el Festival de la Canción de Eurovisión 1988 con la canción «Lisa Mona Lisa», que finalizó en la última posición y sin obtener ningún punto.

## Discografía

### Álbumes
- 1974: The Crazy Baby
- 1979: Nights In The City
- 1980: Make Up
- 1981: Ganz Normal
- 1982: Wunschkonzert
- 1983: Ja
- 1984: Sehr sehr arg
- 1985: Ganz oder gar net
- 1986: Nachts in der City (en vivo)
- 1987: Leicht
- 1988: Feuer auf dem Dach
- 1990: Berg und Tal
- 1990: Der weiche Kern
- 1992: Gemma!
- 1994: Katerfrühstück feat. Wilfried
- 2012: Tralalala (Best of 1974-92)
- 2013: Wieder da! Das  (en vivo)

### Sencillos
- 1973: Mary, Oh Mary
- 1973: Ziwui, Ziwui
- 1973: Woodpecker's Music
- 1974: `s Katherl
- 1974: Go, Go, Go
- 1975: Country Blues
- 1976: Neonliacht Maria
- 1976: Dobermann
- 1976: Teifi eini - Tieifi aussi
- 1977: Tanz, Franz!
- 1978: Hey Big Brother
- 1978: Nights In The City
- 1978: Johnny's Discothek
- 1979: In The Middle Of The Night
- 1980: I've Got To Have A Reggae On My LP
- 1980: Telephone Terror
- 1980: I'm In
- 1981: Highdelbeeren
- 1981: Buhuhuhu hu
- 1981: Ich hab' zuviel Power
- 1981: Keiner liebt dich
- 1982: Orange
- 1983: Lass mi bei dir sein
- 1983: Mir san alle froh (Alles leiwand)
- 1984: I Like Donnerstag
- 1984: Weit, so weit
- 1984: Wudu
- 1985: Südwind
- 1985: Masqumje
- 1985: Nix hat Nagel
- 1986: Nachts in der City
- 1986: Morgenstern
- 1987: Leicht
- 1987: Ikarus
- 1988: Lisa Mona Lisa
- 1988: Gratuliere Österreich
- 1988: Nur noch mit dir
- 1989: Musique, mon amour
- 1990: Ebensee
- 1990: Sag warum'